# Taça Brasil (calcio a 5)
La Taça Brasil è una competizione brasiliana di calcio a 5 fondata nel 1968. Prima dell'avvento della Liga Nacional de Futsal nel 1996 costituiva l'unico trofeo nazionale.

## Storia
La prima edizione fu disputata nel 1968 a Lages, nello stato di Santa Catarina, e ad aggiudicarselo fu il Carioca RJ davanti al Palmeiras. Fino al 1980 il torneo veniva disputato con cadenza biennale, a partire dall'anno seguente invece si disputa ogni anno.
La formazioni che ha conquistato più edizioni è il Jaraguá con 7 vittorie (6 delle quali conquistate consecutivamente dal 2003 al 2008), segue il Sumov con 6 titoli.

## Struttura
Durante gli anni il numero di squadre partecipanti e il formato sono sempre variati. Nelle ultime edizioni si è confermato ripetutamente un torneo tra 10 squadre che giocano una fase a gironi e poi una fase finale.

## Albo d'oro
| Stagione | Sede              | Vincitore           | Finalista           |
| -------- | ----------------- | ------------------- | ------------------- |
| 1968     | Lages             | Carioca RJ          | Palmeiras           |
| 1970     | Natal             | Palmeiras           | América             |
| 1972     | Recife            | Sumov               | Astoria             |
| 1974     | Brasilia          | Corinthians         | Grajaú              |
| 1976     | Cuiabá            | Náutico             | Vargas Filho        |
| 1978     | Londrina          | Sumov               | Casino Bangu        |
| 1980     | Natal             | Sumov               | Monte Sinai         |
| 1981     | Cuiabá            | Monte Sinai         | Corinthians         |
| 1982     | Fortaleza         | Sumov               | Huracan             |
| 1983     | San Paolo         | Vasco da Gama       | GERCAN              |
| 1984     | Rio de Janeiro    | Atlântica Boa Vista | Caixa Econômica     |
| 1985     | Fortaleza         | Atlético Mineiro    | Atlântica Boa Vista |
| 1986     | Curitiba          | Sumov               | Bradesco            |
| 1987     | San Paolo         | Perdigão            | Transbrasil         |
| 1988     | Caxias do Sul     | Água Branca         | Tigre               |
| 1989     | Rio de Janeiro    | Enxuta              | Bradesco            |
| 1990     | Videira           | Perdigão            | Votorantim          |
| 1991     | Belo Horizonte    | Banfort             | Sadia               |
| 1992     | Arapoti           | Banespa             | Banfort             |
| 1993     | Cuiabá            | Inpacel             | Sadia               |
| 1994     | Natal             | Inpacel             | Enxuta              |
| 1995     | Natal             | Enxuta              | Sumov               |
| 1996     | Caxias do Sul     | Enxuta              | Vasco da Gama       |
| 1997     | Recife            | Banespa             | Sumov               |
| 1998     | Foz do Iguaçu     | General Motors      | Tio Sam             |
| 1999     | Rio de Janeiro    | Internacional       | Vasco da Gama       |
| 2000     | Rio de Janeiro    | Vasco da Gama       | San Paolo           |
| 2001     | Fortaleza         | Carlos Barbosa      | Sumov               |
| 2002     | Carlos Barbosa    | Minas               | Banespa             |
| 2003     | Jaraguá do Sul    | Jaraguá             | Anjo Quimica        |
| 2004     | Goiânia           | Jaraguá             | Carlos Barbosa      |
| 2005     | Carlos Barbosa    | Jaraguá             | Banespa             |
| 2006     | Natal             | Jaraguá             | ABC                 |
| 2007     | Teresópolis       | Jaraguá             | Petrópolis          |
| 2008     | Jaraguá do Sul    | Jaraguá             | São José            |
| 2009     | Cascavel          | Carlos Barbosa      | Tigre               |
| 2010     | Jaraguá do Sul    | Corinthians         | Carlos Barbosa      |
| 2011     | Orlândia          | Joinville           | Intelli             |
| 2012     | Joinville         | Minas               | Joinville           |
| 2013     | Erechim           | Atlântico           | Joinville           |
| 2014     | Crateús           | Crateus             | Joinville           |
| 2015     | Jaraguá do Sul    | Jaraguá             | BF Brasil Kirin     |
| 2016     | Carlos Barbosa    | Carlos Barbosa      | Assoeva             |
| 2017     | Francisco Beltrão | Joinville           | Atlântico           |
| 2018     | Erechim           | Pato                | Atlântico           |
| 2019     | Erechim           | Atlântico           | Carlos Barbosa      |
| 2020     | Tubarão           | Minas               | Foz Cataratas       |
| 2021     | Dourados          | BF Magnus           | Joinville           |
| 2022     | Joinville         |                     |                     |

## Vittorie per club
| Titoli | Squadra             | Anni                                     |
| ------ | ------------------- | ---------------------------------------- |
| 7      | Jaraguá             | 2003, 2004, 2005, 2006, 2007, 2008, 2015 |
| 6      | Sumov               | 1972, 1978, 1980, 1982, 1986, 2001       |
| 3      | Enxuta              | 1989, 1995, 1996                         |
| 3      | Carlos Barbosa      | 2001, 2009, 2016                         |
| 2      | Minas               | 2002, 2012, 2020                         |
| 2      | Corinthians         | 1974, 2010                               |
| 2      | Vasco da Gama       | 1983, 2000                               |
| 2      | Perdigão            | 1987, 1990                               |
| 2      | Banespa             | 1992, 1997                               |
| 2      | Inpacel             | 1993, 1994                               |
| 2      | Joinville           | 2011, 2017                               |
| 2      | Atlântico           | 2013, 2019                               |
| 1      | Carioca RJ          | 1968                                     |
| 1      | Palmeiras           | 1970                                     |
| 1      | Náutico             | 1976                                     |
| 1      | Monte Sinai         | 1981                                     |
| 1      | Atlântica Boa Vista | 1984                                     |
| 1      | Atlético Mineiro    | 1985                                     |
| 1      | Água Branca         | 1988                                     |
| 1      | Banfort             | 1991                                     |
| 1      | General Motors      | 1998                                     |
| 1      | Internacional       | 1999                                     |
| 1      | Crateus             | 2014                                     |
| 1      | Pato                | 2018                                     |
| 1      | BF Magnus           | 2021                                     |